# Faustino Imbali
Faustino Imbali, né le 1er mai 1956, est un homme d'État bissau-guinéen, Premier ministre de Guinée-Bissau du 21 mars au 9 décembre 2001 et du 29 octobre au 8 novembre 2019.

## Biographie
Il est né le 1er mai 1956.
Le 29 octobre 2019, le président de la République, José Mário Vaz limoge le gouvernement d'Aristides Gomes et nomme Faustino Imbali pour lui succéder. Son limogeage n'est pas reconnu par la CEDEAO qui menace de sanctions. Le nouveau gouvernement est assermenté le 31 octobre. La CEDEAO lui donne jusqu'au sommet du 8 novembre pour démissionner, alors que le Conseil de sécurité nationale appelle les forces armées à permettre l'installation du nouveau gouvernement, sans succès. Affirmant avoir été empêché d'exercer ses fonctions, Imbali démissionne finalement le jour du sommet, et son porte-parole annonce que son mandat prendrait fin dès l'acception de sa démission par le président. Aristides Gomes, fort du soutien de la CEDEAO, retrouve ainsi ses anciennes fonctions de Premier ministre.